# Górna granica lasu
Zasugerowano, aby zintegrować ten artykuł z artykułem Granica drzew (dyskusja). Nie opisano powodu propozycji integracji.

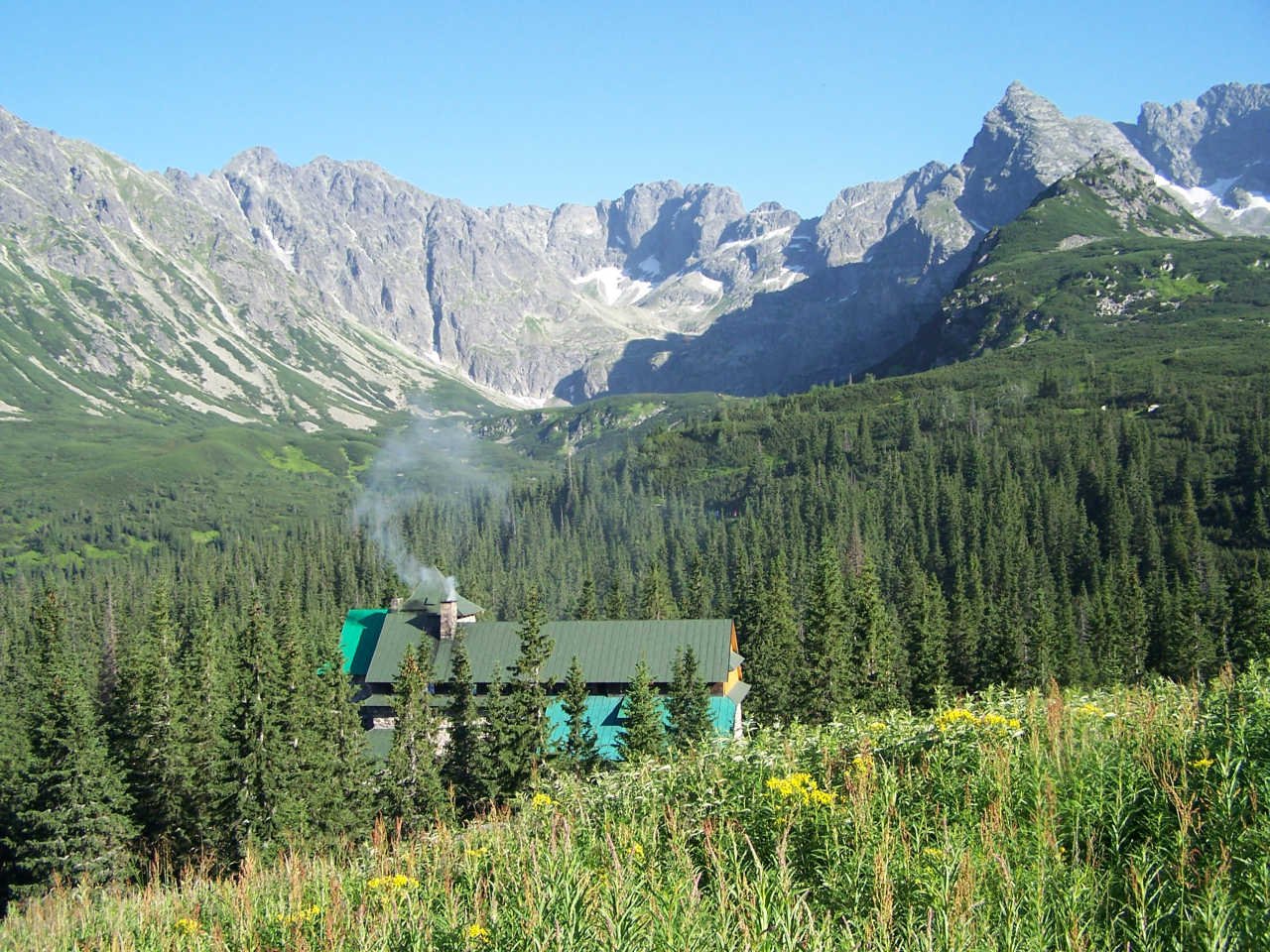
Górna granica lasu w Dolinie Gąsienicowej

Górna granica lasu – naturalna granica występowania drzew o pokroju drzewiastym w górach (granica drzew), zależna od czynników klimatycznych, morfologicznych i siedliskowych. Wyznacza górny zasięg regla górnego. W pobliżu górnej granicy lasu świerki stają się coraz niższe, las rzednie, pojawiają się grupy drzew, biogrupy. Powyżej pojawiają się skarlałe, płożące się świerki. Powyżej rozciągają się zarośla kosodrzewiny, olszy kosej lub hale – łąki górskie. W Tatrach w strefie górnej granicy lasu występują zarośla, grupy lub pojedyncze osobniki limby.
Wraz z ocieplaniem klimatu oraz ze wzrostem kontynentalizmu górna granica lasu podnosi się. W Tatrach górna granica lasu występuje na wysokości ok. 1500 m n.p.m., na Babiej Górze na wysokości ok. 1390 m n.p.m., w Wielkiej Fatrze na wysokości ok. 1200–1400 (lokalnie do 1500) m n.p.m., w Gorganach na wysokości ok. 1450 m n.p.m., w Czarnohorze ok. 1450–1560 m n.p.m., na Połoninach Hryniawskich i w Górach Czywczyńskich ok. 1670 m n.p.m., w Masywie Śnieżnika na wysokości ok. 1250 m n.p.m., w Karkonoszach na wysokości ok. 1250–1300, miejscami do 1360 m n.p.m.
W czasie holocenu górna granica lasu podnosiła się, a później zniżała wraz ze zmianami klimatu, głównie temperatury i opadów.
Wskutek działalności człowieka może być sztucznie obniżona poprzez wyrąb, wypalanie, wypas.